# Sciopero bianco
Con sciopero bianco si indica una forma di protesta dei lavoratori che consiste nel rifiuto di collaborare realizzato però senza astensione dal lavoro, mediante applicazione rigida e burocratica delle regole e dell'orario di lavoro contrattuale.
Lo sciopero bianco ha avuto un discreto successo anche in Italia. Fu il caso ad esempio di molte proteste durante il periodo storico della Repubblica di Salò, oppure delle guardie di frontiera negli anni ottanta.

## Aspetti collegati e dibattuti
- Dato che gli obblighi contrattuali nei confronti del datore di lavoro vengono formalmente osservati e che l'attività lavorativa ha luogo, non si tratta di un classico sciopero ma può comunque essere chiamato tale dati gli scopi ed effetti simili.[1] Questa forma di protesta viene scelta quando per ragioni legali oppure organizzative uno sciopero vero e proprio sarebbe impossibile o sconsigliabile.

- D'altro canto, è chiaro il rifiuto di andare incontro ai bisogni della direzione e dell'eventuale fruitore di un determinato servizio. Spesso le regole scritte vengono applicate alla lettera proprio quando non sarebbe affatto necessario, con lo scopo di boicottare il processo lavorativo e di rallentarlo il più possibile. L'orario di lavoro inoltre viene rispettato rigidamente, rifiutando o interrompendo qualsiasi prestazione che implichi l'uso di tempo extra rispetto a quello stabilito contrattualmente.

In genere, il nome di questa protesta nelle varie lingue sottolinea l'osservanza delle regole (in inglese work to rule, cioè lavoro secondo le regole), anche se in alcune viene chiamato con il corrispondente di sciopero italiano (russo, ucraino, polacco, finlandese e altre).